# ديفيد جيرالدو
ديفيد جيرالدو (بالإسبانية: David Giraldo) هو لاعب كرة قدم كولومبي في مركز الهجوم، ولد في 1984 في مانيزاليس في كولومبيا. لعب مع أونس كالداس ونادي إنترناسيونال ونادي ميلوناريوس.